# Thesium phyllostachyum
Thesium phyllostachyum är en sandelträdsväxtart som beskrevs av Otto Wilhelm Sonder. Thesium phyllostachyum ingår i släktet spindelörter, och familjen sandelträdsväxter. Inga underarter finns listade i Catalogue of Life.